# Glamorous
Glamorous is de tweede single van Natalia's derde studio-album Everything & More. Voor de single werd niet de albumversie gebruikt, maar een nieuwe versie in samenzang met En Vogue. Het nummer werd op 26 oktober 2007 uitgebracht op single en legale download. Het nummer diende ter promotie van de concerten van Natalia meets En Vogue feat Shaggy.

## Where She Belongs
Where She Belongs is de B-kant van Glamorous. Het is tevens de soundtrack van Sara, een telenovela van VTM.

### Hitnotering
| "Glamorous / Where She Belongs" in de Vlaamse Ultratop 50 - binnen: 03-11-2007 | "Glamorous / Where She Belongs" in de Vlaamse Ultratop 50 - binnen: 03-11-2007 | "Glamorous / Where She Belongs" in de Vlaamse Ultratop 50 - binnen: 03-11-2007 | "Glamorous / Where She Belongs" in de Vlaamse Ultratop 50 - binnen: 03-11-2007 | "Glamorous / Where She Belongs" in de Vlaamse Ultratop 50 - binnen: 03-11-2007 | "Glamorous / Where She Belongs" in de Vlaamse Ultratop 50 - binnen: 03-11-2007 | "Glamorous / Where She Belongs" in de Vlaamse Ultratop 50 - binnen: 03-11-2007 | "Glamorous / Where She Belongs" in de Vlaamse Ultratop 50 - binnen: 03-11-2007 | "Glamorous / Where She Belongs" in de Vlaamse Ultratop 50 - binnen: 03-11-2007 | "Glamorous / Where She Belongs" in de Vlaamse Ultratop 50 - binnen: 03-11-2007 | "Glamorous / Where She Belongs" in de Vlaamse Ultratop 50 - binnen: 03-11-2007 | "Glamorous / Where She Belongs" in de Vlaamse Ultratop 50 - binnen: 03-11-2007 | "Glamorous / Where She Belongs" in de Vlaamse Ultratop 50 - binnen: 03-11-2007 | "Glamorous / Where She Belongs" in de Vlaamse Ultratop 50 - binnen: 03-11-2007 | "Glamorous / Where She Belongs" in de Vlaamse Ultratop 50 - binnen: 03-11-2007 | "Glamorous / Where She Belongs" in de Vlaamse Ultratop 50 - binnen: 03-11-2007 | "Glamorous / Where She Belongs" in de Vlaamse Ultratop 50 - binnen: 03-11-2007 | "Glamorous / Where She Belongs" in de Vlaamse Ultratop 50 - binnen: 03-11-2007 | "Glamorous / Where She Belongs" in de Vlaamse Ultratop 50 - binnen: 03-11-2007 | "Glamorous / Where She Belongs" in de Vlaamse Ultratop 50 - binnen: 03-11-2007 | "Glamorous / Where She Belongs" in de Vlaamse Ultratop 50 - binnen: 03-11-2007 | "Glamorous / Where She Belongs" in de Vlaamse Ultratop 50 - binnen: 03-11-2007 | "Glamorous / Where She Belongs" in de Vlaamse Ultratop 50 - binnen: 03-11-2007 | "Glamorous / Where She Belongs" in de Vlaamse Ultratop 50 - binnen: 03-11-2007 | "Glamorous / Where She Belongs" in de Vlaamse Ultratop 50 - binnen: 03-11-2007 |
| Week                                                                           | 01                                                                             | 02                                                                             | 03                                                                             | 04                                                                             | 05                                                                             | 06                                                                             | 07                                                                             | 08                                                                             | 09                                                                             | 10                                                                             | 11                                                                             | 12                                                                             | 13                                                                             | 14                                                                             | 15                                                                             | 16                                                                             | 17                                                                             | 18                                                                             | 19                                                                             | 20                                                                             | 21                                                                             | 22                                                                             | 23                                                                             |                                                                                |
| ------------------------------------------------------------------------------ | ------------------------------------------------------------------------------ | ------------------------------------------------------------------------------ | ------------------------------------------------------------------------------ | ------------------------------------------------------------------------------ | ------------------------------------------------------------------------------ | ------------------------------------------------------------------------------ | ------------------------------------------------------------------------------ | ------------------------------------------------------------------------------ | ------------------------------------------------------------------------------ | ------------------------------------------------------------------------------ | ------------------------------------------------------------------------------ | ------------------------------------------------------------------------------ | ------------------------------------------------------------------------------ | ------------------------------------------------------------------------------ | ------------------------------------------------------------------------------ | ------------------------------------------------------------------------------ | ------------------------------------------------------------------------------ | ------------------------------------------------------------------------------ | ------------------------------------------------------------------------------ | ------------------------------------------------------------------------------ | ------------------------------------------------------------------------------ | ------------------------------------------------------------------------------ | ------------------------------------------------------------------------------ | ------------------------------------------------------------------------------ |
| Nummer                                                                         | 35                                                                             | 14                                                                             | 5                                                                              | 4                                                                              | 4                                                                              | 3                                                                              | 3                                                                              | 2                                                                              | 2                                                                              | 3                                                                              | 3                                                                              | 3                                                                              | 3                                                                              | 3                                                                              | 6                                                                              | 8                                                                              | 9                                                                              | 15                                                                             | 23                                                                             | 31                                                                             | 37                                                                             | 49                                                                             | 46                                                                             | uit                                                                            |